# Bernienville
Bernienville település Franciaországban, Eure megyében. Lakosainak száma 295 fő (2022. január 1.). Bernienville Bacquepuis, Claville, Gauville-la-Campagne, Quittebeuf és Sacquenville községekkel határos.

## Népesség
A település népességének változása:
| Lakosok száma | 166  | 232  | 239  | 261  | 276  | 280  | 288  | 285  | 288  | 295  |
|               | 1968 | 1982 | 1990 | 2006 | 2013 | 2015 | 2017 | 2019 | 2020 | 2022 |